# Jørn West Larsen
Jørn West Larsen (Koppenhága, 1955. június 12. –) dán nemzetközi labdarúgó-játékvezető. Polgári foglalkozása általános iskolai igazgató.

## Pályafutása

### Nemzeti játékvezetés
A Dán labdarúgó-szövetség Játékvezető Bizottságának (JB) minősítésével a 1988-tól a 3. division, majd a Viasat Divisionen, végül 1994-től a Superligaen játékvezetője. A nemzeti játékvezetéstől 2001-ben térdsérülése miatt visszavonult. Superligaen mérkőzéseinek száma: 115.
| Időpont           | Helyszín              | Mérkőzés típusa              | Mérkőzés                    | Eredmény |
| ----------------- | --------------------- | ---------------------------- | --------------------------- | -------- |
| 1994. április 17. | Lyngby Stadion, Vejle | első Superligaen mérkőzése   | Lyngby BK–Ikast FS          | 1 – 2    |
| 2001. április 22. | Fionia Park, Odense   | utolsó Superligaen mérkőzése | Odense BK–HFK Sønderjylland | 3 – 1    |

### Nemzetközi játékvezetés
A Dán labdarúgó-szövetség JB terjesztette fel nemzetközi játékvezetőnek, a Nemzetközi Labdarúgó-szövetség (FIFA) 1995-től tartotta nyilván bírói keretében. A FIFA JB központi nyelvei közül az angolt beszéli. Több nemzetek közötti válogatott, valamint UEFA-kupa klubmérkőzést vezetett, vagy működő társának 4. bíróként segített. A dán nemzetközi játékvezetők rangsorában, a világbajnokság-Európa-bajnokság sorrendjében többedmagával a 19. helyet foglalja el 2 találkozó szolgálatával. A nemzetközi játékvezetéstől 2001-ben térdsérülés miatt búcsúzott. Válogatott mérkőzéseinek száma: 4.

#### Labdarúgó-világbajnokság
A 2002-es labdarúgó-világbajnokságon a FIFA JB bíróként alkalmazta. Selejtező mérkőzést az UEFA zónában irányított. 
| Időpont          | Helyszín                | Mérkőzés típusa           | Mérkőzés             | Eredmény | Nézők száma |
| ---------------- | ----------------------- | ------------------------- | -------------------- | -------- | ----------- |
| 2000. október 7. | Razdan Stadion, Jereván | előselejtező (5. csoport) | Örményország–Ukrajna | 2 – 3    | 14 000      |

#### Labdarúgó-Európa-bajnokság
A 2000-es labdarúgó-Európa-bajnokságon az UEFA JB játékvezetőként foglalkoztatta.
| Időpont             | Helyszín                          | Mérkőzés típusa           | Mérkőzés            | Eredmény | Nézők száma |
| ------------------- | --------------------------------- | ------------------------- | ------------------- | -------- | ----------- |
| 1999. szeptember 8. | Comunal Stadion, Andorra la Vella | előselejtező (4. csoport) | Andorra–Oroszország | 1 – 2    | 1 000       |

## Sportvezetőként
Az aktív pályafutását befejezve a dán JB ellenőre, az UEFA JB instruktora, ellenőre, a  Panel-fejlesztési (Európa szerte segíteni a játékvezetői kiválasztást, fejlesztést) program tagja.